# Xysticus texanus
Xysticus texanus is een spinnensoort uit de familie van de krabspinnen (Thomisidae).
De wetenschappelijke naam van de soort werd in 1904 gepubliceerd door Nathan Banks.